# Dirty South (disc jockey)
Dirty South, pseudonimo di Dragan Roganović (Belgrado, 15 novembre 1978), è un disc jockey e produttore discografico serbo naturalizzato australiano.

## Biografia
Dragan è nato nel 1978 nel territorio della ex Jugoslavia, ora nello stato della Serbia. Trasferitosi a Melbourne a 13 anni insieme alla famiglia, ha iniziato già in età adolescenziale ad appassionarsi al mondo della musica elettronica.
La sua carriera è iniziata, come quella di molti altri famosi dj, mixando canzoni sia per amici sia per radio locali.
Da qui in poi è iniziata la sua carriera come producer, lavorando spesso con il famoso dj svedese Sebastian Ingrosso. Ha inoltre pubblicato canzoni e remix con artisti come Steve Angello, Axwell, David Guetta e Calvin Harris.
Si conosce inoltre che il dj produce con il sequencer Ableton Live.

## Discografia

### Album
- 2013 "Speed of Life"
- 2014 "With You"
- 2018 "XV"
- 2018 "darko"

### Singoli e EP
- 2005 "Sleazy"
- 2006 "Dirty South EP"
- 2007 "Everybody Freakin'" (con MYNC Project)
- 2007 "Let It Go" (feat. Rudy)
- 2007 "Minority"
- 2008 "Better Day" (con Paul Harris feat. Rudy)
- 2008 "D10"
- 2008 "Shield" (feat. D Ramirez)
- 2008 "The End"
- 2009 "Open Your Heart" (con Axwell feat. Rudy)
- 2009 "Alamo"
- 2009 "We Are" (feat. Rudy)
- 2009 "Meich" (con Sebastian Ingrosso)
- 2009 "How Soon Is Now" (con David Guetta & Sebastian Ingrosso feat. Julie McKnight)
- 2010 "Stopover" (con Mark Knight)
- 2010 "Phazing" (feat. Rudy)
- 2011 "Alive" (con Thomas Gold feat. Kate Elsworth)
- 2011 "Walking Alone" (con Those Usual Suspects feat. Erik Hecht)
- 2012 "Eyes Wide Open" (con Thomas Gold feat. Kate Elsworth)
- 2012 "City Of Dreams" (con Alesso feat. Ruben Haze)
- 2012 "Rift" (con Michael Brun)
- 2013 "Halo" (con Deniz Koyu)
- 2013 "Champions"
- 2013 "Shield" (con D. Ramirez)
- 2014 "Unbreakable" (feat. Sam Martin)
- 2015 "Find A Way" (feat. Rudy)
- 2016 "All of Us" (feat. ANIMA!)
- 2016 "Just Dream" (feat. Rudy)
- 2016 "Drift"
- 2017 "I Swear" (feat. ANIMA!)
- 2017 "The First Time" (feat. Rudy)
- 2019 "Little Devious EP"
- 2019 "All I Need" (feat. Marion Amira)
- 2020 "Kiss from God"
- 2021 "Just a Riff" (con EDDIE)
- 2021 "The Grand Swell EP"
- 2023 "Carte Blanche" (con Ferry Corsten)
- 2023 "Home In My Hand" (feat. Julia Church)

### Remixes
- 2004 Dalassandro - "Dial L"
- 2005 Freemasons - "Love on My Mind"
- 2005 Gaelle - "Give It Back"
- 2005 Isaac James - "Body Body"
- 2005 mrTimothy - "I'm On My Way (I'm Coming)"
- 2005 Silosonic - "Something (To Make You Feel Alright)"
- 2005 Soulwax - "NY Excuse"
- 2005 Spektrum - "Kinda New"
- 2005 T-Funk feat. Inaya Day - "The Glamorous Life"
- 2006 Ferry Corsten - "Watch Out"
- 2006 Depeche Mode - "Just Can't Get Enough"
- 2006 Evermore - "It's Too Late (Ride On)"
- 2006 Isaac James - "Just Can't Handle This"
- 2006 Chris Lake feat. Laura V - "Changes"
- 2006 Fedde Le Grand - "Put Your Hands Up for Detroit"
- 2006 Mind Electric - "Dirty Cash (Money Talks)"
- 2006 mrTimothy - "Stand by Me"
- 2006 Rogue Traders - "Watching You"
- 2006 Led Zeppelin - "Babe, I'm gonna leave you"
- 2006 TV Rock feat. Nancy Vice - "Bimbo Nation"
- 2006 TV Rock feat. Seany B - "Flaunt It"
- 2006 Vandalism - "Never Say Never"
- 2007 Chab feat. JD Davis - "Closer to Me"
- 2007 Cicada - "The Things You Say"
- 2007 Funky Green Dogs aka Murk - "Reach for Me"
- 2007 Kaskade - "Sorry"
- 2007 Meck feat. Dino - "Feels Like Home"
- 2007 Mark Ronson feat. Daniel Merriweather - "Stop Me"
- 2007 Roger Sanchez - "Not Enough"
- 2007 Wink - "Higher State of Consciousness"
- 2007 Tiësto feat. Christian Burns - "In the Dark"
- 2007 Tracey Thorn - "Grand Canyon"
- 2007 David Guetta - "Baby When the Lights"
- 2007 Chris Lake - "Changes"
- 2008 Buy Now - "Body Crash"
- 2008 Snoop Dogg - "Sexual Eruption"
- 2008 John Dahlbäck - "Pyramid"
- 2008 Pussycat Dolls - "When I Grow Up"
- 2008 PNAU - "With You Forever"
- 2009 Axwell, Steve Angello, Sebastian Ingrosso & Laidback Luke feat. Deborah Cox - "Leave the World Behind"
- 2009 U2 - "I'll Go Crazy"
- 2009 The Temper Trap - "Sweet Disposition" (with Axwell)
- 2010 Miike Snow - "Silvia" (with Sebastian Ingrosso)
- 2010 David Tort, Thomas Gold & David Gausa - "Areena"
- 2010 Jeremy Olander - "Aristeala"
- 2011 Diddy-Dirty Money - "Coming Home"
- 2011 Skylar Grey - "Invisible"
- 2011 Nero - "Me And You"
- 2012 Michael Brun - "Rise"
- 2012 Miike Snow - "Devil's Work"
- 2012 John Dahlbäck feat. Urban Cone & Lucas Nord - "Embrace Me"
- 2013 Nordean - "Wolves"
- 2013 Monsta - "Messiah"
- 2015 Zedd feat. Jon Bellion - "Beautiful Now"
- 2016 Dirty South Feat. ANIMA! - "All of Us"
- 2018 Lane 8 feat. POLIÇA - "No Captain"
- 2020 Tiësto feat. Stevie Appleton - "BLUE"
- 2020 Lane 8 feat. Arctic Lake - "Road"
- 2021 EDDIE feat. Colleen D'Agostino - "Somewhere in Between"
- 2021 Maeta - "Doesn't Mean a Thing"
- 2024 Sultan + Shepard & LANKS - "Highest Love"